# Pierre-François Gossin
Pierre-François Gossin est un avocat et homme politique français, né le 20 mai 1754 à Souilly et mort le 23 juillet 1794 à Paris.

## Biographie
Franc-maçon de Bar-le-Duc (initié de la loge L’Amitié Bienfaisante), Gossin est député du Tiers état aux États généraux de 1789 pour le bailliage de Bar-le-Duc. Il prend part à de nombreuses et importantes réformes, notamment l'organisation territoriale. Le 11 novembre 1789, l’Assemblée Constituante s’accorde pour une division du royaume comprise entre soixante-quinze et quatre-vingt-cinq départements dotés de six à neuf districts. Le 4 décembre suivant, l’ensemble des paroisses du royaume deviennent juridiquement des communes. Puis Gossin succède au jurisconsulte Thouret à la tête du comité de réorganisation territoriale, et au terme de discussions enflammées, portant sur le fait que certains départements perdent le nom de la province à laquelle ils étaient rattachés, la division de la France en 83 départements est votée le 4 mars 1790.
Au terme de son mandat de député, Gossin retourne à Longwy et est élu Procureur-général syndic du nouveau département de la Meuse. Lorsque, le 19 août 1792, les troupes austro-prussiennes s'emparent de Longwy, Gossin est poussé par les membres du conseil départemental à se rendre à Verdun pour parlementer avec les autorités d'occupation.
Au début de l'été 1794, il est cité devant le Comité de Salut Public pour justifier sa démarche, et détenu à la prison du Luxembourg. Il est condamné à mort pour s'être rendu de lui-même auprès de l'ennemi, et d'avoir négocié sans mandat avec lui.